# Planty (Franciaország)
Planty település Franciaországban, Aube megyében. Lakosainak száma 231 fő (2022. január 1.). Planty Marcilly-le-Hayer, Paisy-Cosdon, Pouy-sur-Vannes, Saint-Benoist-sur-Vanne, Vulaines, Bagneaux és Aix-Villemaur-Pâlis községekkel határos.

## Népesség
A település népességének változása:
| Lakosok száma | 256  | 177  | 144  | 180  | 227  | 239  | 242  | 235  | 232  | 231  |
|               | 1968 | 1982 | 1990 | 2006 | 2013 | 2015 | 2017 | 2019 | 2020 | 2022 |